# Чойр (станція)
Чойр (монг. Чойр) — залізнична станція в Монголії, розташована на Трансмонгольській залізниці між станціями Маньт і Хара-Айраг.
Розташована в однойменному місті.